# Лихтенштајн на Европском првенству у атлетици на отвореном 2014.
Лихтенштајн је учествовао на Европском првенству у атлетици на отвореном 2014. одржаном у Цириху од 12. до 17. августа. Ово је било петнаесто европско првенство у атлетици на отвореном на којем је Лихтенштајн учествовао. Репрезентацију Лихтенштајна представљао је један спортиста који се такмичио у две тркачке дисциплине, на 200 и 400 метара.
На овом првенству представник Лихтенштахна није освојио ниједну медаљу, нити је оборен неки рекорд.

## Учесници
Мушкарци:
- Фабијан Халднер — 200 м, 400 м

## Резултати

### Мушкарци
| Атлетичар       | Дисциплина | Лични рекорд | Квалификације | Квалификације | Полуфинале           | Полуфинале           | Финале               | Финале       | Детаљи |
| Атлетичар       | Дисциплина | Лични рекорд | Резултат      | Место         | Резултат             | Место                | Резултат             | Место        | Детаљи |
| --------------- | ---------- | ------------ | ------------- | ------------- | -------------------- | -------------------- | -------------------- | ------------ | ------ |
| Фабијан Халднер | 200 м      | 22,73        | 23,06         | 7 у гр. 2     | Није се квалификовао | Није се квалификовао | Није се квалификовао | 31 / 31 (32) | [ 2 ]  |
| Фабијан Халднер | 400 м      | 49,88        | 50,55         | 8 у гр. 5     | Није се квалификовао | Није се квалификовао | Није се квалификовао | 39 / 40      | [ 3 ]  |